# 25102 Zhaoye
25102 Zhaoye (tên chỉ định: 1998 RW50) là một tiểu hành tinh vành đai chính. Nó được phát hiện bởi dự án Nghiên cứu tiểu hành tinh gần Trái Đất Lincoln ở Socorro, New Mexico ngày 14 tháng 9 năm 1998. Nó được đặt theo tên Zhao Ye.